# Banda Morongo d'Indis de Missió
La Banda Morongo d'Indis de Missió és una tribu reconeguda federalment. Els principals grups que la formen són cahuilla i serrano. També hi ha membres tribals de les nacions cupeño, luiseño, i chemehuevi. Encara que moltes tribus a Califòrnia es coneixen com a indis de missió, alguns, com els de Morongo, mai van formar part de les missions espanyoles a Califòrnia. La Reserva Morongo és al Comtat de Riverside.

## La Reserva
La reserva Morongo (33° 57′ 10″ N, 116° 48′ 28″ O / 33.95278°N,116.80778°O) és al peu de les muntanyes San Gorgonio i San Jacinto. Té una superfície de 35.000 acres (140 km²). Fou creada per l'ordre executiva del president Ulysses S. Grant de 15 de maig de 1876 per la que s'establia un total de vuit reserves a la zona. Aproximadament 954 dels 996 membres registrats de la tribu viuen a la reserva.
El nom Morongo prové del clan serrano Maarrenga. El primer "capità" oficial de Potrero Ajenio (aka San Gorgonio Agency) reconegut per la Bureau of Indian Affairs fou el líder hereditari dels Maarrenga', conegut pels estatunidencs pel seu nom anglès, John Morongo. Amb el pas del temps la Bureau va referir-se a la tribu com a Morongo Band of Mission Indians. La banda té la seu a Banning (Califòrnia) i és governada per un consell tribal escollit democràticament.

## Llengües
Les llengües cahuilla i serrano són llengües takic, part de la família lingüística uto-asteca. El principal grup indígena del Pas de San Gorgonio són els Pass Cahuilla, qui anomenen a l'àrea Maalki. Els serrano, qui tradicionalment s'han barrejat per matrimonis mixtes amb els Pass Cahuilla i que han viscut a la zona des de ben abans de la creació de la reserva, anomenen a l'àrea Maarrkinga. Les llengües cahuilla i serrano es consideren tècnicament extingides perquè ja no es parlen a la llar i no hi ha infants que les aprenguin com a primera llengua. Joe Saubel, membre tribal Morongo i darrer parlant de Pass Cahuilla, va morir en 2008. El darrer parlant de serrano també era registrat com a Morongo, Ms. Dorothy Ramon, morta en 2002. Les generacions recents han mostrat un interès renovat en la llengua nadiua, i moltes famílies reclamen ara ensenyament de Pass Cahuilla i Serrano per als seus infants.
En 2012, el Limu Project anuncià que havia reconstruït amb èxit el Pass Cahuilla i n'ofereix cursos online. El projecte també ofereix cursos online en Maarrenga' (dialecte "serrano" de la banda Morongo) i Yuhaviat (dialecte "serrano" de la banda Santos Manuel).

## Programes i desenvolupament econòmic

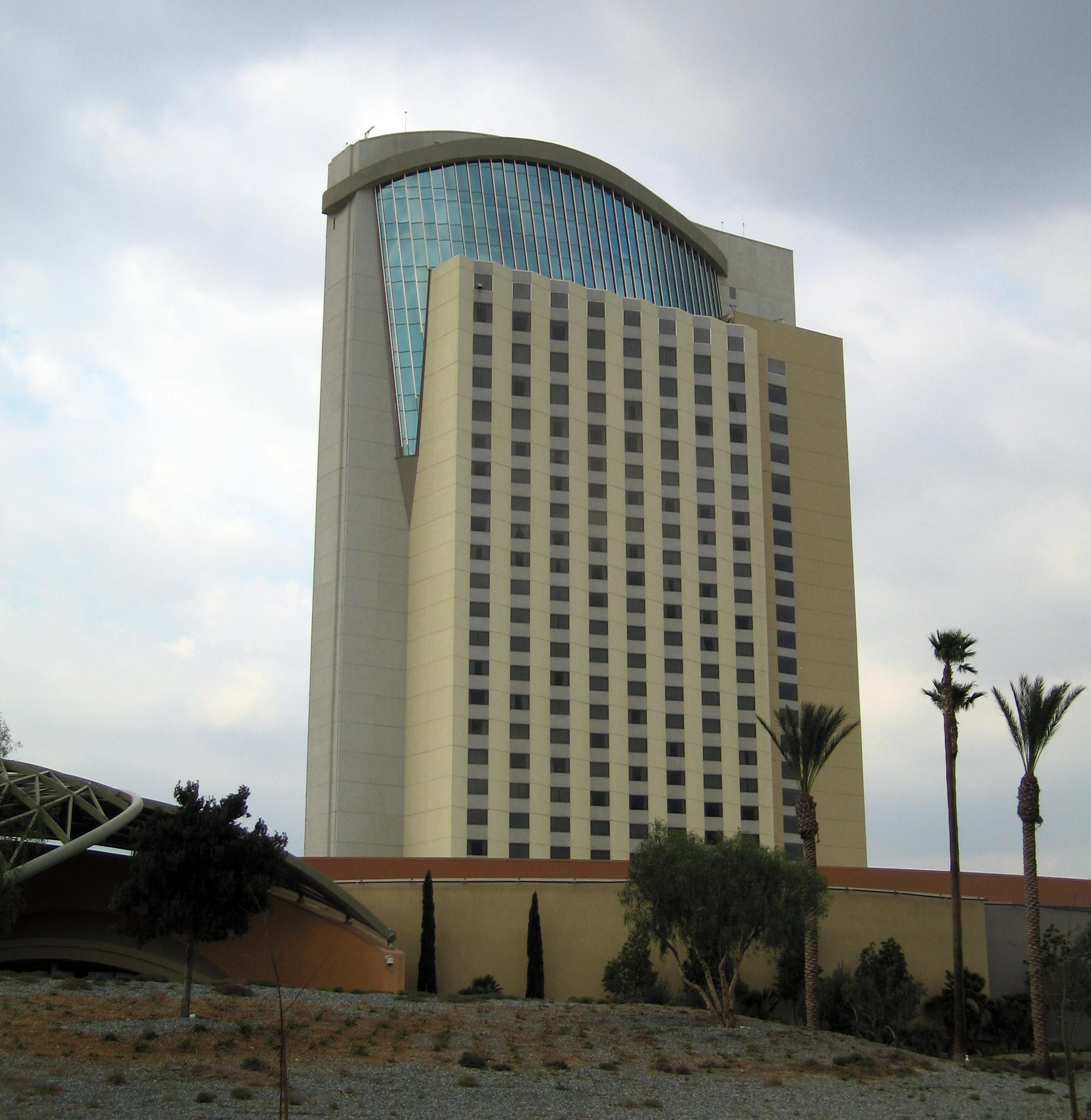
Casino Morongo, comtat de Riverside, Califòrnia

### Joc
La tribu va obrir una petita sala de bingo en 1983, que va esdevenir el fonament del que avui és una de les més antigues empreses de jocs indis a Califòrnia. El govern del Comtat de Riverside intentà tancar la sala de bingo, així que la tribu es va unir juntament amb la banda Cabazon d'indis de Missió per lluitar contra el comtat fins a la Cort Suprema dels Estats Units. El 25 de febrer de 1987 el Tribunal va confirmar el dret de les tribus indígenes sobiranes per operar empreses de joc en les seves reserves.
El Casino Morongo va obrir en 2004 a Cabazon. Està obert els set dies de la setmana les 24 hores del dia. L'hotel disposa de 310 habitacions. Hi ha diversos restaurants i bars són part del complex, Desert Orchid: Contemporary Asian Cuisine, Potrero Canyon Buffet, Cielo: Pacific Coast Steak and Seafood Restaurant, Serrano, Sunset Bar and Grill, Mystique Lounge, i Pit Bar. El club, 360, és obert els caps de setmana.

### Cultural
El Museu Malki de la reserva Morongo és obert al públic. Manté la Malki Museum Press, que publica el Journal of California and Great Basin Anthropology i llibres acadèmics sobre cultura ameríndia. La reserva també és la seu del Limu Project, un projecte sense ànim de lucre tribal de base comunitària que ajuda a les famílies a preservar els coneixements sobre llurs llengües indígenes, història i tradicions culturals.